# 和平里 (臺北市)
和平里是台北市萬華區大理次分區轄下的一個里。面積0.4200平方公里，下轄24鄰。2022年止共有人口6,185人。

## 邊界
西側為綠堤里，北側為糖廍里，東側為雙園里，南側為和德里。